# شينتاماني دواركاناث ديشموك
السير شينتامان دواركاناث ديشموك (14 يناير 1896 - 2 أكتوبر 1982) موظف حكومي وسياسي هندي،  وأول هندي تم تعيينه محافظ بنك الاحتياطي الهندي في عام 1943 من قبل سلطات الراج البريطاني بعد السير جيمس برايد تايلور والسير أوزبورن أركيل سميث. شغل بعد ذلك منصب وزير المالية في مجلس الوزراء الاتحادي (1950-1956). وخلال هذا الوقت أصبح أيضًا عضوًا مؤسسًا في الهيئة الحاكمة للمجلس الوطني للبحوث الاقتصادية التطبيقية في نيودلهي، وهو أول معهد مستقل للسياسة الاقتصادية في الهند تأسس في عام 1956 بناءً على طلب رئيس الوزراء جواهر لال نهرو. بعد استقالته من مجلس الوزراء الاتحادي، عمل رئيسًا لجنة المنح الجامعية (1956-1961). شغل منصب نائب رئيس جامعة دلهي (1962-1967). كان أيضًا رئيسًا لمعهد الإحصاء الهندي من عام 1945 إلى عام 1964، ورئيسًا فخريًا لصندوق الكتاب الوطني (1957-1960).
أسس مركز الهند الدولي في عام 1959. وكان أيضًا رئيسًا لمعهد الإدارة العامة الهندي.